# Sveti Vid
 Ovo je glavno značenje pojma Sveti Vid. Za druga značenja pogledajte Sveti Vid (razdvojba).
Sveti Vid (Mazara del Vallo, oko 290. – Lukanija, oko 303.), kršćanski svetac i mučenik. Spomendan mu je 15. lipnja.
Njegovo se mučeništvo zbilo na početku Dioklecijanova progonstva negdje oko 304. ili 305. Kult mu se počeo širiti oko 600. godine kada je o njegovom životu i mučeništvu bila sastavljena prva legenda i kada je njemu u čast bila sagrađena prva crkva u Rimu. Tada je u rimskoj pokrajini Lukaniji napisano djelo Passio S. Viti (Mučeništvo sv. Vida). 

## Životopis
Prema tome spisu Vid se kao sin bogate ali još poganske obitelji rodio u današnjoj Mazara del Vallo, na jugozapadnoj obali otoka Sicilije. Kad mu je bilo tek 7 godina morao je zbog svoje vjere i pripadnosti Kristu, zajedno sa svojim odgojiteljem Modestom i hraniteljicom Krescencijom, pobjeći u daleku Lukaniju, jer ga je njegov otac, po imenu Hylas, htio prisiliti na otpad od vjere. Njegov je bijeg pao baš u doba velikog Dioklecijanova progonstva pa je Vid i u tuđini za svoju vjeru morao trpjeti. Uhvaćen kao kršćanin, sa svojim je skrbnicima odveden u Rim. Tu je Vid učinio nekoliko čuda, među njima i čudesno ozdravljenje careva sina, koji je bio opsjednut. Unatoč tome, bio je sa svojim pratiteljima osuđen na smrt. Nakon mučenja bačen je u kotao vrelog ulja. No iz njega ga je spasio anđeo koji ga je odnio u Lukaniju, gdje je umro. Godine 756. njegove su relikvije bile prenesene u St. Denis kod Pariza. Godine 836. Vidove relikvije opat Hilduin dao je slavnome samostanu Korvey na rijeci Weseru. Taj samostan kasnije postaje središtem štovanja Sv. Vida. Sv. Vjenceslav, češki vojvoda, dobio je u Korveyu ruku sv. Vida i prenio je u Prag, sagradivši njemu u čast crkvu. Na temeljima te crkve podigla se kasnije gotska katedrala. 

## Štovanje
Štovanje Sv. Vida zahvatilo je snažno slavenske zemlje gdje je, čini se, zbog sličnosti imena nadomjestio stari slavenski poganski kult Sventovida.[nedostaje izvor] Stoga su crkve Sv. Vida u pravilu sagrađene na uzvisinama, odakle Sv. Vid "sve vidi". U našim krajevima Sv. Vid bio je zaštitnik očiju, odnosno ljudskog vida, a to je bilo moguće samo u južnoslavenskim jezicima, gdje sveti Vid "vidi" gdje njegovo ime glasi Vid, a ne Vit, Veit, Vito, Guido ili Guy.[nedostaje izvor]
Ikonografija ga prikazuje kao mladića s palmom, u kotlu, katkad s gavranom i lavom. Mladenački lik sv. Vida u kotlu najučestaliji je njegov ikonografski motiv. Kod nas je najpoznatija katedrala Svetog Vida u Rijeci čiji je zaštitnik. Svetog Vida zazivaju u pomoć padavičari, histerici, opsjednuti. Njegova se zaštita moli za vrijeme grmljavine, nevremena, požara, neplodnosti i jalovosti, kad valja izvesti neke teške zadatke. Kao svoga zaštitnika slave ga ljekarnici, pivari, gostioničari, podrumari, kazandžije, vinogradari, glumci. Preporučuju mu se i ljudi slabog sluha i vida. Godine 1991. u Starigradu, zapravo u nekadašnjem Predislavcu/Pribislavcu kraj Koprivnice je bila osnovana udruga koja je njegovala štovanje Sv. Vida (kasnije nazvana Kulturno-prosvjetiteljsko društvo "Fran Galović", koje se zalagalo za obnovu njegovog štovanja u okolici Koprivnice, Podravina. Želja udruge je bila da se obnovi Kapela Svetog Vida kraj Koprivnice). Danas Udruga opet nosi stari naziv i nastavlja štovanje Sv. Vida.
Od 1991. godine Grad Rijeka ponovno nakon 45 godina, svake godine obilježava Dan svoga zaštitnika Svetog Vida, pa je 15. lipnja ujedno postao i Dan Grada Rijeke koji se svečano obilježava vjerskim i pučkim slavljem.
Duhovna obnova grada Rijeke stavljena je pod zaštitu sv. Vida.

## Vanjske poveznice
|  | Zajednički poslužitelj ima još gradiva o temi Sveti Vid |